# Benim nos Jogos Olímpicos de Verão da Juventude de 2010
O Benim participou nos Jogos Olímpicos de Verão da Juventude de 2010 em Singapura. A sua delegação foi composta de quatro atletas que competiram em três esportes.

## Atletismo
| Evento         | Atleta        | Qualificação | Qualificação | Final           | Final        |
| Evento         | Atleta        | Resultado    | Posição      | Resultado       | Posição      |
| -------------- | ------------- | ------------ | ------------ | --------------- | ------------ |
| 100 m feminino | Ariane Amouro | 13.45        | 25º (4º qE)  | 13.48           | 3º (Final D) |
| 400 m feminino | Loth Toni     | 1:01.89      | 20º (6º qB)  | Desclassificada | -- (Final C) |

## Lutas
| Atleta           | Evento                    | Preliminares            | Preliminares                | Preliminares       | Preliminares | Disputa do 5º lugar          | Pos. final |
| Atleta           | Evento                    | 1ª rodada               | 2ª rodada                   | 3ª rodada          | Pos.         | Oponente Resultado           | Pos. final |
| Atleta           | Evento                    | Oponente Resultado      | Oponente Resultado          | Oponente Resultado | Pos.         | Oponente Resultado           | Pos. final |
| ---------------- | ------------------------- | ----------------------- | --------------------------- | ------------------ | ------------ | ---------------------------- | ---------- |
| Victorin Kouagou | Livre até 76 kg masculino | USA Jordan Rogers D 0-4 | GUM Christopher Aguon V 4-0 | EGY Amr Ali D 0-4  | 3º           | BLR Aliaksandr Hushtyn D 1-4 | 6º         |

## Taekwondo
| Evento              | Atleta        | 1ª rodada              | Quartas-de-final | Semifinais  | Final       | Pos. final |
| ------------------- | ------------- | ---------------------- | ---------------- | ----------- | ----------- | ---------- |
| Até 63 kg masculino | Jehudiel Kiki | POR Mário Silva D 0-18 | Não avançou      | Não avançou | Não avançou | 10º        |